# Siderbrás
Siderbrás, ou Siderurgia Brasileira S.A., foi uma estatal brasileira que atuou como holding de empresas de siderurgia. 

## História
Em 1968, foi criado o Conselho Consultivo da Indústria Siderúrgica (Consider), conselho interministerial de que participavam os ministros de Estado da área econômica e os presidentes do BNDES e do IBS, cabia estabelecer as políticas globais do setor.
No início dos anos 1970, o Brasil era o 17° produtor mundial de aço e três grandes usinas estatais (CSN, Usiminas e Cosipa) eram responsáveis por 50% da produção. O crescimento do setor siderúrgico era considerado estratégico para o crescimento industrial do país, e, de acordo com os planos I PND (1972- 74) e II PND (1975-79), deveriam receber grandes investimentos.
Foi criada em setembro de 1973 para controlar e coordenar a produção de aço no Brasil. Recebeu a transferência da participação acionária do BNDES em várias empresas do setor. Dentre as mais importantes detidas pelo BNDES estavam: 73% da Usiminas, 87% da Cosipa e 93% da Cofavi.  A Siderbras controlou inicialmente sete empresasː CSN, Usiminas, Cosipa, Cofavi, Cosim, Usiba e Piratini.
Entre 1974 e 1989, o BNDES financiou a expansão das três grandes usinas estatais integradas a coque especializado em aços planos (CSN, Cosipa e Usiminas).

Seu primeiro presidente foi general Alfredo Américo da Silva. Em 1978, por divergências com o ministro Calmon de Sá, Américo renunciou. Foi substituído no cargo por Henrique Brandão Cavalcanti. Este foi substituído em marco de 1985 por Amaro Lanari Júnior.
Em 1971, a produção de aço no Brasil era de 5,61 milhões de toneladas; a de laminados era de 4,66 milhões de toneladas. Em 1980, a produção de aço subiu para 15,33 milhões de toneladas; a de laminados subiu para 12,33 milhões.
Nos anos 80, entraram em operação três novas usinas, sob controle pela Siderbrás e voltadas para a produção de semi-acabados para vendaː a CST (Companhia Siderúrgica de Tubarão) em Vitória (ES), em 1983; a Açominas em Ouro Branco (MG), em 1986; Mendes Júnior, uma usina semi-integrada, em 1984, com participação de 49% da Siderbrás.
Na década de 80, em razão da crise da divida externa brasileira e à queda de crescimento econômico, houve um declínio no consumo de aço no mercado interno nacional, o que provocou um excesso de capacidade instalada. O cenário forçou as siderúrgicas a exportar para garantir a produção e a colocação no mercado internacional.
Em 1981, a produção de aço no Brasil era de 13,22 milhões de toneladas; a de laminados era de 10,87 milhões de toneladas. Em 1990, a produção de aço subiu para 20,56 milhões de toneladas; a de laminados subiu para 17,07 milhões. As exportações eram de 1,86 milhão de toneladas em 1981, e subiram para 8,99 milhão de toneladas em 1990.
Em junho de 1987 um decreto do presidente Sarney exonerou Amaro Lanari da presidência. Foi noticiado à época que as duas principais divergências foram sua posição contra a indicação de políticos para os cargos das subsidiárias e sua opinião que a Usina do Maranhão (Usimar) era "dispensável." No final de 1986, o endividamento do Sistema Siderbrás alcançava US$ 17,2 bilhões.
Em 1988, ocorreu a extinção da Consider e a Siderbrás ficou impedida de obter financiamento do BNDES, em razão da crise fiscal do Estado brasileiro, que impedia que se realizassem investimentos na modernização do parque industrial. Havia críticas quanto à participação estatal, que estaria impondo entraves ao desenvolvimento ao reduzir a liberdade e a velocidade das respostas das empresas ante as exigências de mercado., tornando-se necessária à abertura de mercado.

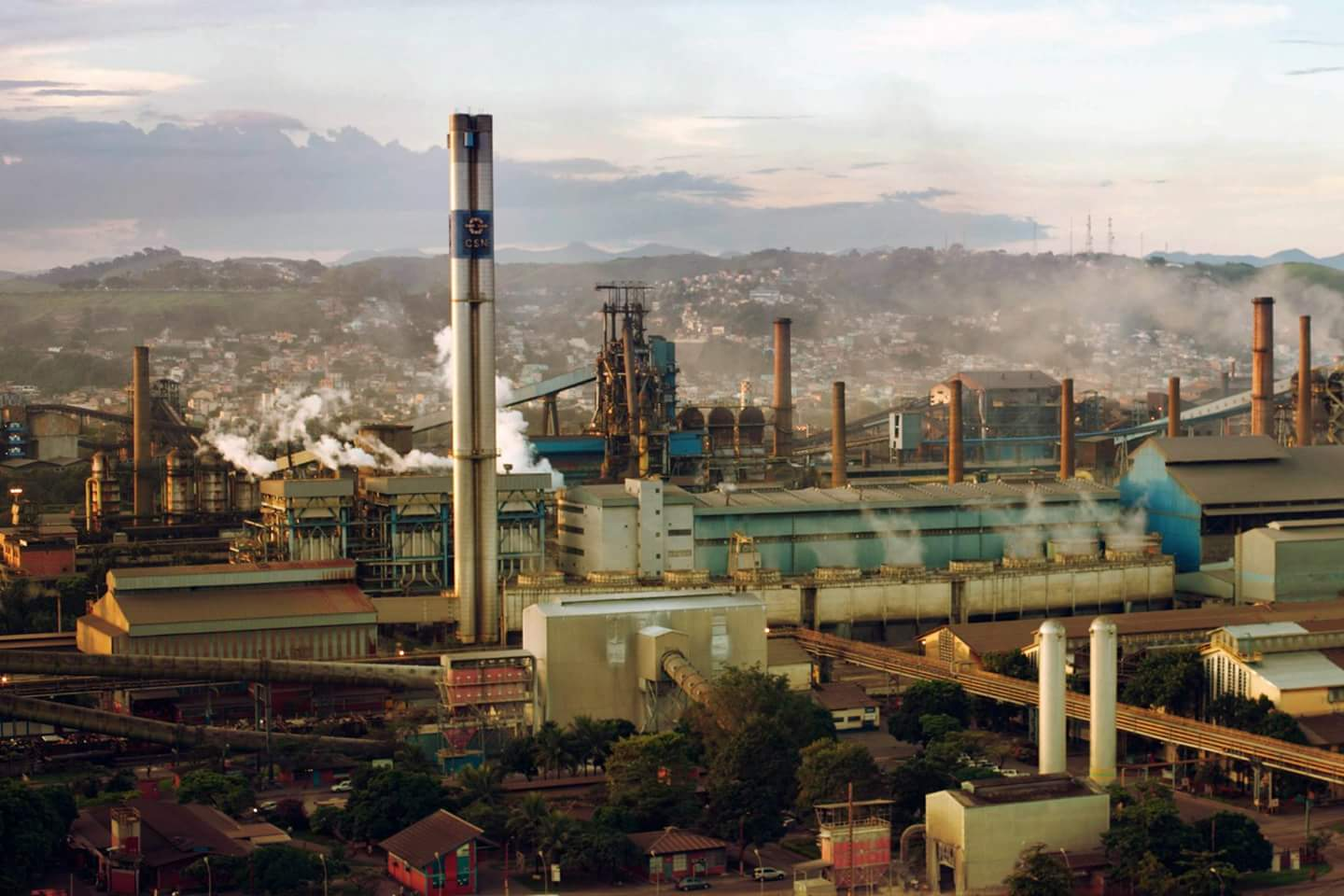
Companhia Siderúrgica Nacional, no centro da cidade de Volta Redonda, Rio de Janeiro

Em 1988 se iniciou o Plano de Saneamento do Sistema Siderbrás. Foram vendidas empresas menores da estatal, absorvidas pela Gerdau, Duferco e Villaresː Cosim (09/1988), Cimetal (11/1989), Cofavi (07/1989) e Usiba (outubro de 1989).

### Liquidação e privatizações
Em abril de 1990, durante o governo Collor, a Siderbrás foi extinta assim como outras estatais: Portobrás, Interbrás, e Embrafilme.
No início dos anos 90, 65% da capacidade produtiva de siderurgia tinha o controle do Estado.  
À época da sua liquidação a Siderbrás detinha participação acionária majoritária nas seguintes empresas: Aço Minas Gerais S.A., Aços Finos Piratini S.A., Companhia Siderúrgica Nacional (CSN), Companhia Siderúrgica Paulista (Cosipa), e Usinas Siderúrgicas de Minas Gerais S.A. (Usiminas). Essas empresas de siderurgia foram privatizadas.
| Empresa                                          | Segmento     | Leilão     | Valor (em milhões) | Adquirente                    |
| ------------------------------------------------ | ------------ | ---------- | ------------------ | ----------------------------- |
| Companhia Siderúrgica de Mogi das Cruzes (COSIM) | Relaminadora | set./88    | US$ 4,1            | Duferco                       |
| Companhia Ferro e Aço de Vitória (COFAVI)        | Não planos   | jul./89    | US$ 8,2            | Duferco                       |
| Usina Siderúrgica da Bahia (USIBA)               | Não planos   | out./89    | US$ 54,2           | Gerdau                        |
| Usinas Siderurgicas de Minas Gerais (USIMINAS)   | Planos       | 24/10/1991 | US$ 1 941,2        | Previ, CVRD, Valia, Bozano    |
| Aços Finos Piratini                              | Especiais    | 14/02/1992 | US$ 106,6          | Gerdau                        |
| Companhia Siderúrgica de Tubarão (CST)           | Semiacabados | 16/07/1992 | US$ 353,6          | Bozano, Unibanco, CVRD        |
| Companhia Siderúrgica Nacional (CSN)             | Planos       | 02/04/1993 | US$ 1 495,3        | Bamerindus, Vicunha, CVRD     |
| Companhia Siderúrgica Paulista (COSIPA)          | Planos       | 20/08/1993 | US$ 585,7          | Usiminas, Bozano, Grupo Seis  |
| Aço Minas Gerais (Açominas)                      | Semiacabados | 10/09/1993 | US$ 598,6          | Mendes Júnior, Econômico, BCN |

## Presidentes da Siderbrás
- Alfredo Américo da Silva[11] (1973-1978)
- Henrique Brandão Cavalcanti (1978-1985)
- Amaro Lanari Júnior (1985-1987)
- Manoel Moacélio de Aguiar Mendes (1987)